# Подбрджани-Вояковацькі
Подбрджани-Вояковацькі (хорв. Podbrđani Vojakovački) — населений пункт у Хорватії, у Копривницько-Крижевецькій жупанії у складі міста Крижевці.

## Населення
Населення за даними перепису 2011 року становило 35 осіб.
Динаміка чисельності населення поселення: